# 乌塔罗姆机场
乌塔罗姆机场（印尼语：Bandar Udara Utarom），也称凯马纳机场，是服务于印度尼西亚西巴布亚省凯马纳的一座民用机场。由于客流量增加，从2012年机场开始了改造，变得更加现代化。2015年年底改造完成，共耗资755亿印尼盾。2016年12月30日，印尼总统佐科·维多多主持了机场的开幕仪式。现在，乌塔罗姆机场像瓦梅纳机场一样拥有一座现代化的候机楼，高峰时间可容纳102名乘客。

## 设施
机场海拔19英尺（6），有条方向01/19、沥青铺装、2,000乘30（6,562乘98英尺）长的跑道。
乌塔罗姆机场现有两条滑行道，停机坪面积170 m x 60 m，能够容纳ATR 72-500之类的飞机。为改善航空安全，机场配备有新的导航设备，如无方向性信标台（NDB）、甚高频全向信标（DVOR）、精密进近航道指示器（PAPI）和助航灯光系统（AFL）。

## 航空公司和目的地
| 航空公司       | 目的地                 |
| -------------- | ---------------------- |
| 加鲁达印尼航空 | 安汶、马诺夸里、纳比雷 |
| 风翼航空       | 安汶、法克法克、纳比雷 |
| 苏西航空       | Potowai、提米卡        |

## 航空事故
2011年5月7日，印尼鸽记航空的8968号班机，原计划从索龙到凯马纳，由新舟60机型执飞，在大雨中降落凯马纳机场时撞到海岸，机上25人全部丧生。

## 资料来源
1. 1 2 3  Airport information for WASK （页面存档备份，存于） from DAFIF (effective October 2006)
2. ↑  在大圆制图人（Great Circle Mapper）上的Kaimana, Indonesia (WASK / KNG)机场信息 （来源：DAFIF 2006年10月生效）.
3. ↑  .   [2017-03-02]. （原始内容存档于2016-10-20）.
4. ↑  .   [2017-03-02]. （原始内容存档于2019-11-06）.
5. ↑  .   [2017-03-02]. （原始内容存档于2016-10-21）.
6. ↑  . BNO News. May 7, 2011  [May 7, 2011]. （原始内容存档于2011年5月10日）.
7. ↑  . Jakarta Globe. May 7, 2011  [May 7, 2011]. （原始内容存档于2011年5月9日）.
8. ↑  . Xinhua. May 7, 2011  [May 7, 2011]. （原始内容存档于2013-11-17）.
9. ↑  . MSNBC. May 7, 2011  [May 7, 2011]. （原始内容存档于2012-11-05）.
10. ↑  Hradecky, Simon. . Aviation Herald. May 25, 2011  [May 7, 2011]. （原始内容存档于2018-08-20）.